# 坑子口 (新竹縣)
坑子口，原寫為坑兒口，是台灣新竹縣新豐鄉的一個傳統地域名稱，位於該鄉西南部。相較於今日行政區，其範圍大致包括上坑村、鳳坑村。

## 歷史
台灣清治末期至日治前期，坑子口地區為一街庄，稱為「坑兒口庄」，隸屬於竹北二堡。該庄北隔新豐溪與紅毛港庄為界，東隔新豐溪支流茄苳溪與新庄兒庄為界，東南與大眉庄為鄰，南邊為貓兒錠庄，西臨台灣海峽。
1901年（日治明治三十四年）11月，全台廢縣廳改設二十廳，該庄隸屬於新竹廳。1909年（明治四十二年）10月，合併二十廳為十二廳，該庄隸屬不變。1920年（大正九年），廢十二廳改設五州二廳，該庄改制並雅化為「坑子口」大字，隸屬於新竹州新竹郡紅毛庄。
戰後紅毛庄改制為紅毛鄉，隸屬於新竹縣，大字亦改制為村。1950年桃、竹、苗分治，本地區隸屬不變。1956年，紅毛鄉改名為新豐鄉。因人口增加，本地區已拆分為兩個村。

## 聚落
本地區發展較早的聚落有坑子口、下鳳鼻尾、上鳳鼻尾（頂鳳鼻尾）、田厝（田屋）、赤頭埔、茄苳坑、下樹林兒等。後來發展形成的聚落則有山子頂、鄭厝、紅崎頂等。

## 交通
省道台15線是關渡至香山的幹道，大致以東北—西南走向轉北北東—南南西走向經過坑子口地區西部，向北東北可前往紅毛港、崁頭厝、觀音等地，向南南西可前往貓兒錠、舊港、十塊寮、楊寮並止於浸水橋，續行為省道台61線（西部濱海快速公路）獨行路段。

## 學校
- 誠正中學（部分）

## 軍事基地
- 陸軍第六軍團指揮部裝甲兵訓練場

## 運動休閒設施
- 新豐高爾夫球場